# Aimée Kabila Mulengela
Pour les articles homonymes, voir Kabila.
Aimée Mulengela Kabila, née à Kipushi en 1976 et morte assassinée dans la nuit du 15 au 16 janvier 2008 à Mont Ngafula, est la fille naturelle de Laurent-Désiré Kabila, ancien président de la République assassiné en 2001.

## Biographie
Sa mère Zaina Kibangula, décédée, est originaire de la province de Maniema. 
Son dernier mariage avec Alain Mayemba Bamba alias Général Major Alain Barracuda, fut béni par la famille présidentielle. Aimée Mulengela Kabila a été assassinée dans sa résidence située à Mont Ngafula, par des hommes en tenue militaire, dans la nuit du 15 au 16 janvier 2008.
Selon la RFI, Aimée Kabila réclamait la vérité et le rapatriement de l'héritage laissé par son frère. Cet assassinat a été annoncé et dénoncé par l'association de défense des droits de l'Homme dénommée La Voix des sans-voix, basée à Kinshasa dont le président, Floribert Chebeya a été convoqué au palais de justice de Kinshasa pour comparution.
La mission des Nations unies au Congo, en sigle la MONUC, a exigé une enquête et a reconnu avoir plaidé pour sa libération en 2006 alors qu'elle était illégalement détenue dans les geôles des services de renseignement pendant 52 jours.
Aimée Mulengela Kabila a laissé six enfants: Astrida Kabila (15 ans), Branly Kabila (13 ans), Petit-Aimé Kabila (10 ans), Mechak Kabila (8 ans), Victor Kabila (6 ans) et Victorine Aline Bamba (3 ans).
Son frère Étienne Taratibu Kabila, en exil en Afrique du Sud a condamné cet assassinat qu'il a qualifié de politique. Il exige une enquête indépendante.